# Eiza González
Eiza González Reyna (Mexikó, Mexikóváros, 1990. január 30. –) mexikói énekesnő, színésznő. Hazájában „Lolaként” ismerik.
Szülei Glenda Reyna és Carlos González, egy testvére van, Yulen.
16 éves korában kapta meg a mexikói Csacska angyal (Lola, érase una vez) főszerepét. 2008-ban TVyNovelas-díjat kapott a legjobb új színésznő kategóriában.

## Élete
Gonzalez Mexikóvárosban született, Glenda Reyna és Carlos González egykori mexikói modell egyetlen lányaként. Édesapja tizenkét éves korában motorbalesetben meghalt; apja halála nagy hatással volt a karrierjére. Van egy Yulen nevű bátyja, aki tizenkét évvel idősebb nála. Két kéttannyelvű magániskolába járt, az Edron Academy-be és az American School Foundation-be, melyek Mexikóvárosban találhatók. A hároméves tanfolyamból két évet a Televisa színészképző iskolájában, a Centro de Educación Artística-ban végzett, mielőtt 16 évesen megkapta a Lola...Érase una vez című, tinédzsereknek szóló 2007-es telenovella főszerepét.

## Magánélete
2013 augusztusának végétől González Los Angelesben élt. Elmondása szerint tizenöt és húsz éves kora között apja halála miatt depresszióval és kényszeres táplálkozási zavarokkal küzdött.

## Filmográfia

### Film
| Év   | Magyar cím                         | Eredeti cím                           | Szerep                             | Magyar hang        |
| ---- | ---------------------------------- | ------------------------------------- | ---------------------------------- | ------------------ |
| 2008 | Horton                             | Horton Hears a Who!                   | Jessica Quilligan (spanyol hangja) |                    |
| 2013 | Croodék                            | The Croods                            | Eep Crood (spanyol hangja)         |                    |
| 2015 |                                    | Jem and the Holograms                 | Sheila "Jetta" Burns               |                    |
| 2017 | Nyomd, Bébi, nyomd                 | Baby Driver                           | Monica "Drága" Castello            | Bata Éva           |
| 2018 | Isten hozott Marwenben             | Welcome to Marwen                     | Caralala                           | Sodró Eliza        |
| 2019 | Paradise Hills                     | Paradise Hills                        | Amarna                             | Nagy Blanka        |
| 2019 | Alita: A harc angyala              | Alita: Battle Angel                   | Nyssiana                           | Pap Katalin        |
| 2019 |                                    | She's Missing                         | Jane                               |                    |
| 2019 | Halálos iramban: Hobbs & Shaw      | Hobbs & Shaw                          | Madam M / Magarita                 | Dobó Enikő         |
| 2020 | Bloodshot                          | Bloodshot                             | Katie / KT                         | Dobó Enikő         |
| 2020 |                                    | Cut Throat City                       | Lucinda Valencia                   |                    |
| 2020 | Fontos vagy nekem                  | I Care a Lot                          | Fran                               | Bánfalvi Eszter    |
| 2021 | Godzilla Kong ellen                | Godzilla vs. Kong                     | Maia Simmons                       | Bogdányi Titanilla |
| 2021 | Szilaj: Zabolátlanok               | Spirit Untamed                        | Milagro Navarro-Prescott (hangja)  | Kelemen Kata       |
| 2021 |                                    | Love Spreads                          | Patricia                           |                    |
| 2022 | Rohammentő                         | Ambulance                             | Cam Thompson                       | Dobó Enikő         |
| 2024 | A piszkos hadviselés minisztériuma | The Ministry of Ungentlemanly Warfare | Marjorie Stewart                   | Dobó Enikő         |
| 2025 |                                    | Ash                                   | Riya                               |                    |
| 2025 | Az ifjúság forrása                 | Fountain of Youth                     | Esme                               |                    |

### Televízió
| Év        | Magyar cím                       | Eredeti cím                     | Szerep                  | Megjegyzések |
| --------- | -------------------------------- | ------------------------------- | ----------------------- | ------------ |
| 2007      |                                  | Lola, érase una vez             | Lola                    | 224 epizód   |
| 2008      |                                  | Plaza Sésamo                    | Lola                    | 1 epizód     |
| 2009      |                                  | Mujeres asesinas                | Gabriela Ortega         | 1 epizód     |
| 2010–2011 |                                  | Sueña conmigo                   | Clara Molina / Roxy Pop | 150 epizód   |
| 2012–2013 | Rabok és szeretők                | Amores verdaderos               | Nikki Brizz Balvanera   | 181 epizód   |
| 2014–2016 | Alkonyattól pirkadatig           | From Dusk Till Dawn: The Series | Santanico Pandemonium   | 30 epizód    |
| 2023      | Extrapolációk                    | Extrapolations                  | Elodie                  | 1 epizód     |
| 2024      | Mr. és Mrs. Smith                | Mr & Mrs Smith                  | Másik Jane              | 1 epizód     |
| 2024      | A 3-test-probléma                | 3 Body Problem                  | Auggie Salazar          | 8 epizód     |
| 2024      | La Máquina: Boksz életre-halálra | La Máquina                      | Irasema                 | 6 epizód     |

## Diszkográfia
- 2007: Lola, érase una vez
- 2007: Érase una vez: Edición especial
- 2007: Navidad con amigos
- 2008: Empezar desde cero
- 2008: La música de los valores
- 2009: Glam Girl Soundtrack (Dulce Apariencia)
- 2009: Contracorriente
- 2012: Te Acordarás de mi